# Turok (серія відеоігор)
Turok — це серія відеоігор у жанрі шутерів від першої особи, заснованих на однойменному персонажі коміксів . Дія відбувається у первісному світі, населеному динозаврами та іншими істотами. Серіал був спочатку розроблений Acclaim Studios Austin під назвою Iguana Entertainment та видавався Acclaim Entertainment з 1997 року до банкрутства Acclaim у вересні 2004 року. Перезавантаження серії було розроблено компанією Propaganda Games та видано Disney Interactive Studios . До 2002 року серіал приніс понад 250 мільйонів доларів доходу. 

## Ігри

### Turok: Dinosaur Hunter
Перша гра в серії. Розроблена компанією Iguana Entertainment і випущена компанією Acclaim Entertainment для консолі Nintendo 64 і персональних комп'ютерів у 1997 році. Ремастерована версія, розроблена Nightdive Studios, була випущена для Windows (через Steam) і Xbox One відповідно у 2015 і 2018 роках. Ремастерована версія також була випущена для Nintendo Switch 18 березня 2019 року та для PlayStation 4 25 лютого 2021 року.

### Turok 2: Seeds of Evil
Продовження гри Dinosaur Hunter, випущеної для Nintendo 64 наприкінці 1998 року та портованої на Windows у 1999 році. Окрема гра, також під назвою Turok 2: Seeds of Evil, була випущена для Game Boy Color у 1998 році. Хоча дія гри Game Boy Color відбувається в тому ж вигаданому всесвіті, вона має інший сюжет. Як і перша гра, ремастерована версія, розроблена Nightdive Studios, була випущена для Windows (через Steam ) та Xbox One у 2017 та 2018 роках відповідно. Ремастерована версія також вийшла на Nintendo Switch у 2019 році.

### Turok: Rage Wars
Неканонічна гра, випущена для Nintendo 64 у 1999 році. У 2000 році вийшла версія для Game Boy Color, але вона мало чим відрізнялася від версії для домашньої консолі.

### Turok 3: Shadow of Oblivion
Продовження гри Seeds of Evil було випущено у 2000 році для Nintendo 64 . Була випущена версія для Game Boy Color, але вона не мала нічого спільного зі своїм консольним аналогом. Ремастерована версія гри, розроблена Nightdive Studios, випущена 30 листопада 2023 року для Nintendo Switch, PlayStation 4, PlayStation 5, Windows, Xbox One та Xbox Series X/S .

### Турок: Еволюція
Передмова до гри «Dinosaur Hunter», випущеної для PlayStation 2, Xbox і GameCube в 2002 році. Також була випущена 2D-версія з боковим скролінгом для Game Boy Advance. У 2003 році для європейського ринку була випущена версія для Microsoft Windows.

### Turok
Перезавантаження, яке не пов'язане з попередніми іграми. Його розробила компанія Propaganda Games та видала Disney Interactive Studios під брендом Touchstone Games . Випущена у 2008 році для Xbox 360 та PlayStation 3 . Пізніше, того ж року, його було портовано на Microsoft Windows.

### Turok: Escape from Lost Valley
Розроблено Pillow Pig Games та опубліковано Universal Studios Interactive Entertainment 25 липня 2019 року для Xbox One та ПК.  Вона не пов'язана з попередніми іграми, натомість базується на ранніх коміксах Turok 1950-х років   та має персонажів, анімованих у стилі чібі .   Гра ведеться з ізометричної перспективи, де Турок та його брат Андар борються з численними істотами, подорожуючи Загубленою Долиною. Створення гри стало результатом конкурсу, проведеного в 2018 році компаніями Universal і Unity Technologies, в рамках якого учасники мали створити гру на основі інтелектуальної власності Universal. Було подано понад 500 заявок, і гра Turok увійшла до числа фіналістів.  Пізніше, 7 січня 2022 року, його було видалено з усіх цифрових магазинів.

### Turok: Origins
Нову гру було анонсовано 12 грудня 2024 року під час церемонії нагородження Game Awards 2024. Розробкою та виданням гри займатиметься Saber Interactive . Дату виходу поки що не встановлено, але гра вийде на PlayStation 5, Xbox Series X/S та Steam .

## Скасовані ігри

### Безіменна граTurokдля Game Boy Advance
Прототип гри для системи Game Boy Advance, випуск якої планувався до виходу гри Turok: Evolution.

### Без назви, продовження гри«Turok: Evolution»
Після виходу гри Turok: Evolution компанія Acclaim Studios Austin створила невелику команду, яка мала зайнятися розробкою продовження. Проект не був реалізований, і команда перейшла до інших проектів.

### Турок 2
Turok 2, відомий у різних новинах, як Turok 6, був запланованим і частково розробленим продовженням гри Turok 2008 року. Зрештою, його розробка була припинена на півдорозі через численні звільнення в Propaganda Games.    

## Зовнішні посилання
- Turok (серія відеоігор) на MobyGames (англ.)